# 東方非想天則 〜 超弩級ギニョルの謎を追え
『東方非想天則 〜 超弩級ギニョルの謎を追え』（とうほうひそうてんそく 〜 ちょうどきゅうぎにょるのなぞをおえ）とは、同人サークル「黄昏フロンティア」及び「上海アリス幻樂団」製作の対戦型格闘ゲームである。
本作品は東方Projectの二次創作ではなく上海アリス幻樂団との公式の共同開発作品であり、公式に東方Project第12.3弾と呼ばれている。時系列的にも、同時に発売された第12弾『東方星蓮船 〜 Undefined Fantastic Object.』より後の話となっている。
本項では、以降は『非想天則』と称することとする。その他の本項で使用されている東方Project関連の略称については、東方Project#凡例を参照。

## 概要
本作品は東方Project第12.3弾として制作発表され、2009年8月15日のコミックマーケット76で製品版を頒布、翌日に同人ショップでの委託販売も開始された、東方Projectの登場人物を起用した対戦型格闘ゲームである。ゲーム制作は黄昏フロンティアが担当し、シナリオ・技名・新登場人物設定や一部楽曲・一部画像などをZUNが担当している。原画は黄昏フロンティアのalphesによる。
「第12.3弾」という中途半端な数字が示すように、本作は「異変でも何でもない日常の話」という位置付けであり、ストーリーは3本のみ、本作単体で対戦モードで使用可能な登場人物は、今回追加された5名を含む合計9名となっていて、ゲームとしてのボリュームは前作『緋想天』より小さくなっている。時系列的には「第12弾」の『星蓮船』より後であり、作中に一部『星蓮船』に関連する台詞（主に後日談）がある。
『緋想天』のアペンドディスクとしての側面も持っており、本作単体でも動作は可能だが、『緋想天』がインストールされていると、本作に登場しない前作に登場した人物11名も使用できるようになる。但し、『緋想天』とは同期せず、あくまでも別々のゲームとして処理される。
『緋想天』と同様に、P2P形式によるインターネットやローカルネットワークを通じた通信対戦に対応している。『非想天則』単独と『緋想天』単独同士の接続は出来ず、対戦するためには両方の作品がインストールされた状態でホストを立てる必要がある。
『萃夢想』や『緋想天』とは違い、体験版の配布は行われていない。

## 基本システム
システムは『緋想天』とほぼ同じだが、いくつかの変更点がみられる。

### 主な変更点
- ストーリーモードでは『緋想天』と同様に天候効果は発動せず、天候名も表示されなくなった。
- ストーリーモードでの会話が立ち絵からドット絵に変わった。
- 選択したキャラによっては、ストーリーモードで時間制限のある面が存在する。
- ストーリーモードの敵には体力ゲージとは別にスペル耐久ゲージが存在しており、これを0にする (Spell Break) と、スペル発動中でも敵がダウンし、ゲージが回復するまでの間は追撃可能（ダウン中であっても）な状態が続くため大ダメージを与えられるようになった。
- シリーズ初のCPU専用ボスキャラクターが登場。
- 登場人物の追加に伴う、対戦モードでの新たな天候の追加。
- 一部の天候の効果及び、登場人物性能及び必殺技の追加・修正。
- 既存登場人物を含む、システムカード、スペルカード、スキルカード、勝利台詞の追加。
- システムカードが大幅追加。
  - 各システムカードは登場人物のいずれかにまつわる名前になっている。（例：霊力回復→マジックポーション（魔理沙））。
  - 『緋想天』にあったシステムカードは、全て引き続き登場しており、効果もほぼ同一だが、上記の通り名前が変更されている。
- スキルカード使用時、宣言と同時にその技を即発動するようになった。入力によっては従来通りの宣言だけも可能。
- 各登場人物のカラーが、従来の2種類から8種類に増えた。
- デッキがプロファイルごとに4つ（喜・怒・哀・楽の表記）持てるようになり、登場人物セレクト画面にて切り替え可能。また選んだデッキを表示させない（秘）にも設定することが可能。
- 対戦モードである一定の条件を満たすと、隠しBGMが流れる仕掛けがある。

## あらすじ
『風神録』の出来事から2年が経過した夏のある日、幻想郷に巨大な人影が出現する。それを目撃した東風谷早苗、チルノ、紅美鈴の3名が、三者三様に人影の正体を巨大人型ロボット、ダイダラボッチ、太歳星君と考えて行動を起こす。人影の正体は、巨大妖怪型自動操作人形「非想天則」だった。

## 登場人物
非想天則（ひそうてんそく）
河童が山の麓の河原で開催した「未来水妖バザー」の宣伝のために、洩矢諏訪子の指示で河童が作成した「巨大妖怪型自動操作人形」。
東風谷早苗によれば、その大きさは10階建てのビルほどとも、100メートルほどともされる。『非想天則』の各ストーリーのきっかけとなった。
外見はロボットアニメの巨大人型ロボのようだが、実態は内部が空洞になっているアドバルーン。核融合炉による間欠泉から送り込まれる蒸気の量が変化することで、自動的にまるで人間のような自然な動きで手足を動かすことができる。
このような単純な構造を採用しているのは、非想天則が自我を持って付喪神になることを防ぐためであり、非想天則という名前も「自分で天の法則を想う事ができない」という意味を込めて諏訪子が名付けたものである。何も想わないことで自然な動きをするその姿は、長く生きる妖怪にとって無想の境地の悟りなどについて学ぶ物があった。
大ナマズ
『非想天則』美鈴ルート5面（最終面）ボス。その名の通り、巨大なナマズの姿をしている。紅美鈴に幾人もの刺客を送り、その戦いで消耗した彼女の力を奪って復活したと称する。幻想郷に災禍をもたらす「太歳星君の影の一つ」「伝説の大ナマズ様」を名乗り、幻想郷の平和を守るために立ち上がった美鈴と死闘を繰り広げる。
性別などは不明だが、高齢の男性を思わせる口調で話す。ナマズの姿にふさわしく大地を揺るがす力を持ち、巨大化したり、電気ナマズのように帯電・放電したりといったことも可能。
エンディングで明かされるその正体は、美鈴が見た夢の中の登場人物。遠目で見た非想天則を凶兆である太歳星君の影だと思い込んだことと、読んでいた活劇漫画（表紙に大ナマズが描かれている）のストーリーに影響されて、そのような夢を見たのだった。

### 既存の登場人物
ここでは、『非想天則』が初出ではない登場人物を解説する。
東風谷早苗、チルノ、霊烏路空、洩矢諏訪子の4名は、東方Projectの対戦型格闘ゲームシリーズとしては初登場となる。紅美鈴は『萃夢想』以来の参戦となる。また、東風谷早苗、チルノ、紅美鈴の3名には、ストーリーモードが存在する。
- 東風谷早苗
- チルノ
- 紅美鈴
- 霊烏路空
- 洩矢諏訪子
- 博麗霊夢
- 霧雨魔理沙
- アリス・マーガトロイド
- パチュリー・ノーレッジ

自機ではないが、一部の技（スペルカード）やストーリーモードのエンディングで登場する人物は以下の通り。
- 八坂神奈子
- 十六夜咲夜

上記の登場人物のほか、『非想天則』を『緋想天』のアペンドディスクとして使用した場合は、以下に述べる『緋想天』の自機も使用できる。
- 十六夜咲夜
- 魂魄妖夢
- レミリア・スカーレット
- 西行寺幽々子
- 八雲紫
- 伊吹萃香
- 鈴仙・優曇華院・イナバ
- 射命丸文
- 小野塚小町
- 永江衣玖
- 比那名居天子

## 音楽
1. 君はあの影を見たか - 作曲：あきやまうに
2. 萃夢想 - 作曲：あきやまうに
3. 信仰は儚き人間の為に - 作曲：ZUN アレンジ：あきやまうに
4. おてんば恋娘 - 作曲：ZUN アレンジ：あきやまうに
5. 上海紅茶館　～ Chinese Tea - 作曲：ZUN アレンジ：あきやまうに
6. 霊知の太陽信仰　～ Nuclear Fusion - 作曲：ZUN アレンジ：あきやまうに
7. 明日ハレの日、ケの昨日 - 作曲：ZUN アレンジ：あきやまうに
8. アンノウンX 〜 Unfound Adventure - 作曲：ZUN
9. 空に浮かぶ物体X - 作曲：ZUN
10. 二色蓮花蝶　～ Ancients - 作曲：ZUN アレンジ：あきやまうに
11. 恋色マジック - 作曲：ZUN アレンジ：あきやまうに
12. the Grimoire of Alice - 作曲：ZUN アレンジ：あきやまうに
13. ヴワル魔法図書館 - 作曲：ZUN アレンジ：あきやまうに
14. 伝説の巨神 - 作曲：あきやまうに
15. ぼくらの非想天則 - 作曲：あきやまうに
16. 人形のある風景 - 作曲：あきやまうに
17. 悠久の蒸気機関 - 作曲：あきやまうに
18. 巨大な影と小さな結末 - 作曲：あきやまうに
19. ぼくらの非想天則inst -作曲:あきやまうに

(一部の楽曲は、アレンジされたものが東方憑依華に収録されている。)

## 関連作品
核熱造神ヒソウテンソク
本作のオリジナルサウンドトラック。あきやまうにによるアレンジ曲も収録（ただし1曲だけ収録されていない曲がある）。コミックマーケット77（2009年12月30日）にて頒布された。
緋想天符録 非想天則20形態
『緋想天符録』の第2弾。『緋想天』と『非想天則』に登場する計20名のスペルカードについてイラスト化したもの。第7回博麗神社例大祭（2010年3月14日）にて頒布された。